# Demi Lovato: Stay Strong
Demi Lovato: Stay Strong је документарни филм из 2012. о америчком певачу Деми Ловато који прати певачев опоравак након одласка са рехабилитације и повратак у музичку индустрију након што нагло отказује турнеју са групом Jonas Brothers, стављајући своју каријеру на паузу у потрази за лечењем. Премијера је била 6. марта 2012. на MTV-ју. Приказује певачево размишљање о свом путу ка опоравку, решавање неколико својих емоционалних и физичких проблема, прослављање Дана захвалности са породицом 2011. и повратак по први пут у установу за лечење у коју се повлачи 2010. године.
Неколико година касније у свом документарном филму на YouTube-у о животу и каријери, Demi Lovato: Simply Complicated (2017), Ловато признаје неискреност у вези са исходом свог почетног третмана у филму Demi Lovato: Stay Strong, а такође открива да је у ствари под утицајем кокаина током интервјуа о својој трезвености за филм.